# はごろもフーズ
はごろもフーズ株式会社（英: Hagoromo Foods Corporation）は、日本の大手加工食品メーカー。静岡県静岡市駿河区に本社、清水区に本店を置く。
缶詰、レトルト食品、パスタなどを製造して販売する。ツナ缶の「シーチキン」、「シャキッとコーン」、「ポポロスパゲティ」などが知られ、ペットフード、魚油、飼料なども製造販売なども扱う。
コーポレート・メッセージは「人と自然をおいしくつなぐ」。

## 沿革
- 1931年（昭和6年）5月 - 後藤缶詰所として創業。
- 1947年（昭和22年） - 株式会社清水屋を設立。
- 1948年（昭和23年）5月 - 後藤物産缶詰株式会社に商号変更。
- 1958年（昭和33年）11月 - 「シーチキン」の商標を登録。
- 1967年（昭和42年）6月 - シーチキンのテレビコマーシャル開始。
- 1969年（昭和44年）7月 - はごろも缶詰株式会社に商号変更。
  - 社名は三保の松原（清水区）の羽衣伝説に由来する[2]。幸福をもたらす天女の「はごろも」が平和と繁栄のシンボルにふさわしく社名・商標に採用。
- 1987年（昭和62年）12月 - CIを導入して「はごろもフーズ株式会社」へ商号変更。商品などに表記するロゴマーク『Hagoromo』も、はごろも缶詰時代末期にブロック体から現在の丸みを帯びた書体へ変更。
- 2000年（平成12年）2月 - 東証2部に上場。
- 2003年（平成15年）4月 - 清水市が静岡市と対等合併し、本店所在地の住所が静岡市清水島崎町（旧・清水市島崎町）となる。
- 2005年（平成17年）4月
  - 静岡市の政令指定都市移行に伴い、本店所在地の住所が静岡市清水区島崎町となる。
  - 水産加工品メーカーの株式会社マルアイ（名古屋市熱田区）ほか3社を子会社化。
- 2008年（平成20年） - 渋沢栄一賞を受賞。
- 2010年（平成22年）8月 - 株式会社マルアイが製造販売している一部乾物製品（削り節、ふりかけなど）の販売権を譲受。
- 2017年（平成29年）4月 - 株式会社マルアイを吸収合併[3]。
- 2018年（平成30年）3月26日 - 本社機能を静岡市駿河区に移転して業務開始[4]。清水区の旧本社は本店及び、商品の研究・開発拠点「はごろもイノベーションセンター」に改めた[5]。
- 2020年（令和2年）10月5日 - 新清水プラントでシーチキン70グラム缶の製造を開始[6]。
- 2021年（令和3年）3月1日 - 連結子会社はごろも商事株式会社を吸収合併。

## 事業所

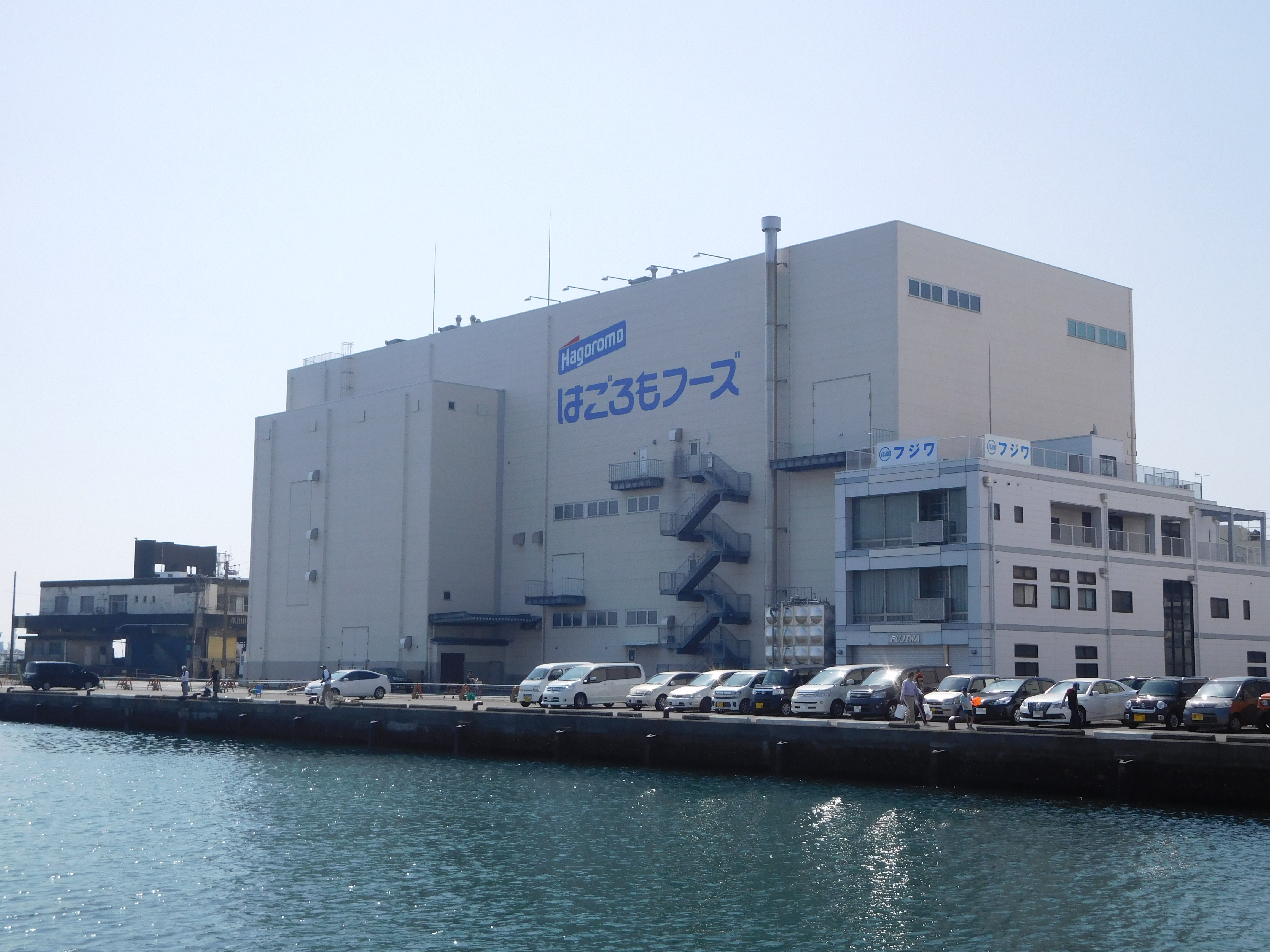
富士山パスタプラント

- 本社、本店（旧本社）・はごろもイノベーションセンター
- 東京支店、大阪支店、名古屋支店、営業所19拠点
- プラント 6箇所

## テレビコマーシャル
CI導入の1987年（昭和62年）から2004年（平成16年）頃までの30秒テレビCMは、フィルム形式でブルーバックに水滴が落ちるミルククラウンを撮影し、「はごろもフーズ」の白文字が画面奥から手前へ飛び出すサウンドロゴを用いた。宮崎あおいを起用した2014年11月のシーチキン」テレビCMから、CGで再現したデジタル対応の新サウンドロゴの映像を用いる。

## 主要商品

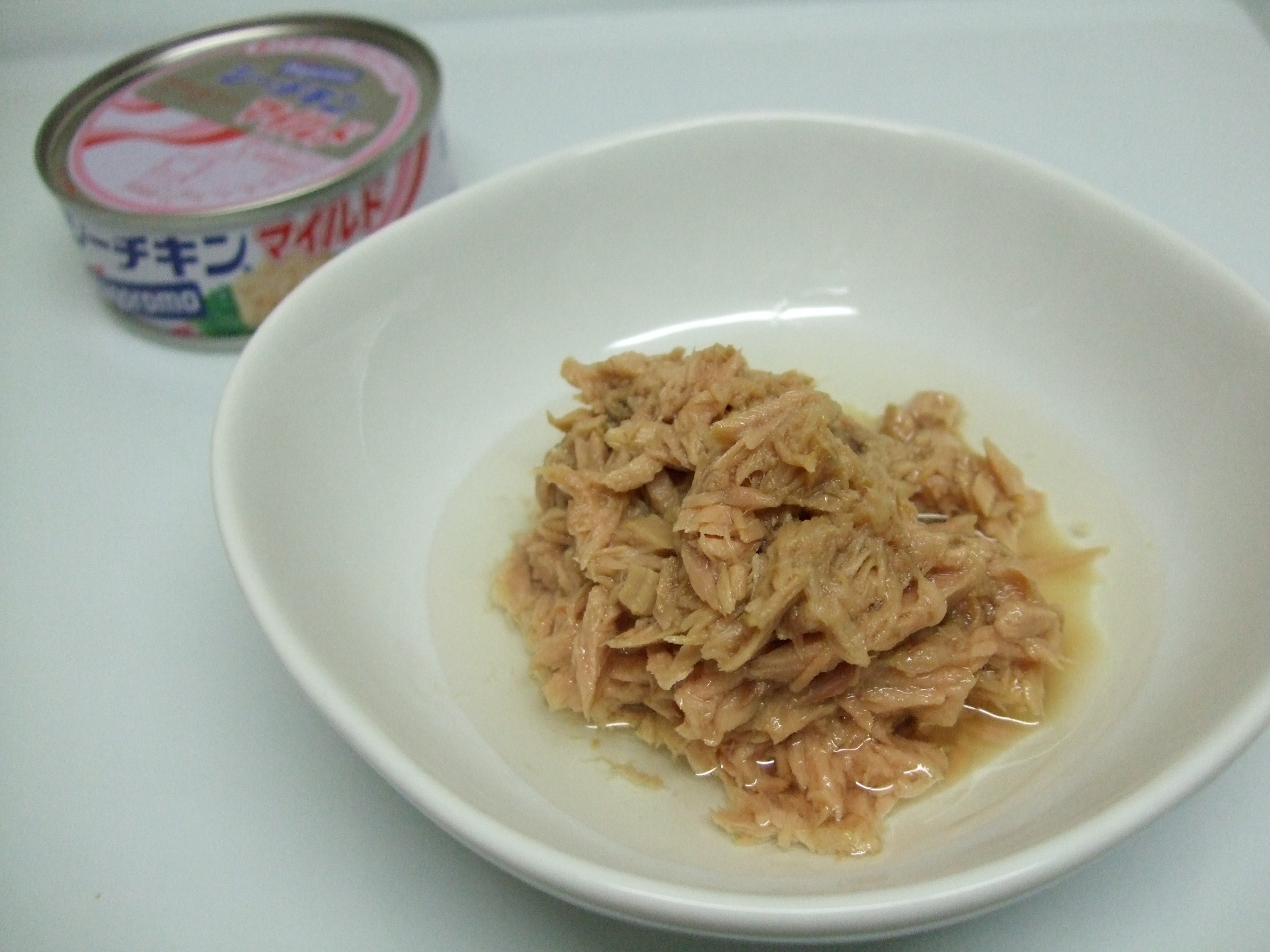
シーチキン

- シーチキン - マグロ、カツオを油漬けや水煮した缶詰のブランドで、主力商品。
- シャキッと!コーン
  - シャキッと!コーン バタコ（通称バタコ） - 電子レンジで調理するレトルトタイプのバターコーン。
    - じゃがバタコ
    - スパイシーガーリックペッパー味
- 甘みあっさりフルーツ
- ポポロスパ - 1人分を1束に結束したスパゲッティ。
- ポポロサラスパ - サラダ専用のスパゲッティ。
- スパグラ - ソースとスパゲッティがセットになったスパゲッティで作るグラタンの素。旧商品名は「スパゲッティグラタン」。
- パパッとライス - 100gずつ小分けにした食べきり2膳分の無菌包装米飯。
- ねこまんまシリーズ（ペットフード）

### マルアイから販売権を譲受した商品
- PL (Pure Life) ふりかけ→パパッとふりふりシリーズ - 譲受後もブランドは継続したが、2011年（平成23年）から現名称に変更。
- かつおパック - 2016年（平成28年）から「はごろも舞」のブランドが付けられる。
- 味付のり ほか

### 過去の商品
- こつぶ - オレンジの果肉粒が入った果肉入り清涼飲料のさきがけ的商品[8] [9]。

## 事故
- 2016年10月 - 山梨県内のスーパーで販売された「シーチキンLフレーク」にゴキブリとみられる昆虫1匹が混入していた[10][11]。はごろもフーズは、缶詰を購入した甲府市内の女性に謝罪し、製造日から1年以上経過しているため連続性はないと判断して商品回収はしないが、当該商品を製造した下請け工場は一時的に当該商品の製造を中止する[12][13]。2017年11月にブランドイメージが傷つけられたとして下請け工場を提訴した。2022年11月8日に静岡地方裁判所は下請け工場に約1億3000万円の損害賠償の支払いを命じ[14]、11月17日に下請け工場は判決を不服として控訴した[15]。

## 提供番組
現在の提供番組

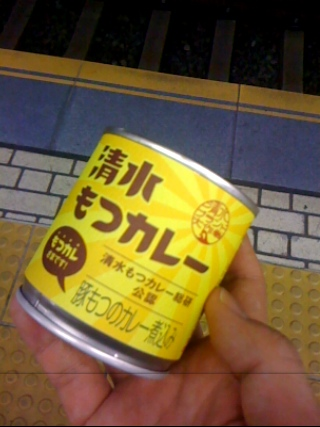
はごろもフーズの「清水もつカレー缶」

- 報道ステーション（テレビ朝日系、当初は水曜または木曜の隔週※水曜→木曜→水曜※ 現在は毎週水曜のみ）※2007年6月で降板。その後「全英女子オープンゴルフ」で番組を提供していた。2015年10月より復帰。
- ヒルナンデス!（日本テレビ系）※2017年4月から。毎週金曜12時台。
- ホンマでっか!?TV（フジテレビ）※2021年10月から。
- Nスタ（TBS系）※2018年10月から。毎週水曜ナショナルセールス枠。2016年10月からの半年間、金曜に提供経験あり。
- サタデープラス(毎日放送)
- ひるおび!（同上）※2018年10月から。12時台後半、隔日提供
- クレヨンしんちゃん（テレビ朝日）※2020年9月から。
- 笑点（日本テレビ系）※2021年4月から。

過去の提供番組
- クイズグランプリ（フジテレビ系）※番組出場者に参加賞として同社製品が贈呈された。
- 逆転クイズジャック（同上）※1日おきの提供。
- タイムボカンシリーズ（同上。「タイムボカン」〜「イタダキマン」）
- 東海テレビ制作昼の帯ドラマ（東海テレビ・同上）
- ドラえもん（テレビ朝日系）
- 愛してナイト（同上）
- 朝日放送テレビ制作日曜朝8時30分枠のアニメ（1985年〜1993年、朝日放送（ABC）製作） - 提供当初は「はごろも缶詰」名義、1987年12月以降は現在の社名となっている。
  - はーいステップジュン
  - メイプルタウン物語
  - 新メイプルタウン物語 パームタウン編
  - ビックリマン
  - まじかる☆タルるートくん
  - スーパービックリマン
  - GS美神
- 少年探偵団（黒沢浩主演版）（日本テレビ系）
- NTV紅白歌のベストテン（同上）
- 火曜サスペンス劇場→DRAMA COMPLEX（同上）
- キン肉マン（同上）
- ダウンタウンDX(読売テレビ)※2009年4月から2014年3月まで。
- 5時SATマガジン（中京テレビ）
- ノックは無用!（関西テレビ）
- クイズ100人に聞きました（TBS系、最末期）
- ムーブ→ザッツ!（同上）
- Nスタ（同上）
- 知っとこ!(毎日放送)※2009年4月から2015年3月まで。
- この差って何ですか?（同上）2018年4月から9月まで。
- フジテレビ系日曜19時枠のテレビアニメ（「タッチ」「陽あたり良好!」「キテレツ大百科」「こちら葛飾区亀有公園前派出所」等）
- ドラゴンボール→ドラゴンボールZ（フジテレビ系）
- 男と女のミステリー→金曜ドラマシアター→金曜エンタテイメント（同上）
- ニュースステーション（テレビ朝日系）
- 午後は○○おもいッきりテレビ（日本テレビ系、月 - 金曜の隔日で提供。2006年4月 - 2007年9月）※DRAMA  COMPLEXの提供枠から移動。
- CBCニュースワイド（CBCテレビ）
- るろうに剣心 -明治剣客浪漫譚-（フジテレビ系）
- ちびまる子ちゃん（同上、シーチキンの広告キャラクター起用のため。2007年4月 - 2011年7月24日）
- ドラマ24 孤独のグルメ（テレビ東京系、Season5以降。ドラマ主演の松重豊が「はごろも舞」「味きざみ」のCMに出演しているため。ただしPT扱い）
- FNN西日本新聞ニュース（テレビ西日本）
- 青春ラジメニア（ラジオ関西）※2019年10月から2020年9月まで、土曜21時台前半。
- ネプリーグ（フジテレビ）※2017年4月から2021年3月まで。
- ウワサのお客さま（同上）※2021年4月から9月まで。
- おべんとレター。（テレビ朝日）※一社提供。2016年6月から。毎週土曜日。はごろもフーズの本社が所在する静岡朝日テレビにもネット。

等

## CM出演者
- 長門裕之・南田洋子夫妻（シーチキン）
- 十朱幸代（シーチキン）
- 角川博（シーチキン、ポポロ）
- 谷啓（シーチキン・ポポロ）
- 古手川祐子（シーチキン）
- 石田ひかり（シーチキン）
- 沢口靖子（シーチキン）
- 宮崎あおい（シーチキン、はごろも舞）
- 有村架純（シーチキン）
- 綾小路きみまろ（パパッとライス）
- 高橋克典（サラかつお・サラのり）
- 加藤茶（ポポロ・こつぶ）
- マリアン（ポポロ・こつぶ）
- 西本聖（こつぶ）
- 松重豊（はごろも舞、味きざみ）
- 坂本勇人（ポポロカーボフ）
- 打首獄門同好会（シャキッと!コーン・シーチキン）
- みやぞん（シャキッと!コーン）

他